# Duns
Duns (scots Dunse, gael. An Dùn) − miasto w Szkocji, w jednostce administracyjnej Scottish Borders, historyczna stolica hrabstwa Berwickshire. Obecnie liczy 2450 mieszkańców.
W 1942 stacjonował tu batalion strzelców zmotoryzowanych 16 Brygady Czołgów